# Protobonellia brevirhynchus
Protobonellia brevirhynchus är en djurart som tillhör fylumet skedmaskar, och som beskrevs av Murina, G.V.V. 1982. Protobonellia brevirhynchus ingår i släktet Protobonellia och familjen Bonelliidae. Inga underarter finns listade i Catalogue of Life.